# Kalendergeschichte
Die Kalendergeschichte ist eine kurze Erzählung, die Elemente anderer epischer Kleinformen (z. B. des Schwanks, der Anekdote, der Parabel) in sich vereinigt. Die Bezeichnung leitet sich vom Medium des Volkskalenders her, in welchem diese Erzählform entstanden ist und auf das sie ursprünglich beschränkt war. Kalendergeschichten enden oft mit einer Pointe.
Volkskalender bildeten – abgesehen von Gesangbuch und Bibel – im 17. und 18. Jahrhundert oft das einzige Lesematerial der „ungelehrten“ Volksschichten. Neben kalendarischen und astronomischen Informationen enthielten sie Wetterregeln, Gesundheitstipps, praktische Ratschläge, Kochrezepte und allgemeine Lebensweisheiten. Die zur Steigerung ihres Unterhaltungswerts eingefügten Erzählungen handelten von „merkwürdigen Begebenheiten“ und belustigenden Ereignissen im Alltagsleben der einfachen Leute, häufig vor dem Hintergrund einschneidender geschichtlicher Vorgänge. Die sprachliche Gestaltung dieser Erzählungen war schlicht und an die mündliche Rede angelehnt. Das Zeitalter der Aufklärung entdeckte die Kalendergeschichte als Mittel der Volkspädagogik zur Bekämpfung des Aberglaubens und zur moralischen Belehrung. 
Bis ins 19. Jahrhundert blieb die Kalendergeschichte an das Medium des Volkskalenders gebunden. Durch Johann Peter Hebel entwickelte sie sich zu einer eigenständigen literarischen Kunstform. Hebel hat mit seinen im Rheinländischen Hausfreund veröffentlichten und im Schatzkästlein des rheinischen Hausfreundes (1811) gesammelten Erzählungen die Gattung dauerhaft geprägt und die ursprünglich einfache Form auf ein hohes sprachliches Niveau gebracht. Seine Geschichten, z. B. Kannitverstan und Unverhofftes Wiedersehen, gehören zum Kanon der deutschen Literatur; sie sind deswegen so originell, weil sie einerseits sehr volksnah geschrieben sind, andererseits aber eine raffinierte Erzähltechnik aufweisen. 
Im 20. Jahrhundert ließ vor allem Bertolt Brecht die Kalendergeschichte in ihrer künstlerischen Variante wieder aufleben. 
Autoren von Kalendergeschichten sind:
- Johann Peter Hebel (siehe Rheinländischer Hausfreund)
- Jeremias Gotthelf
- Berthold Auerbach
- Gottfried Keller
- Ludwig Anzengruber
- Peter Rosegger
- Karl May (u. a. Marienkalendergeschichten)
- Oskar Maria Graf
- Bertolt Brecht, (siehe Kalendergeschichten (Brecht))
- Erwin Strittmatter
- Gerhard Zwerenz
- Botho Strauß